# INTJ

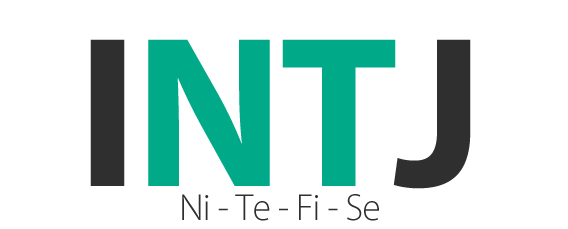
INTJ.

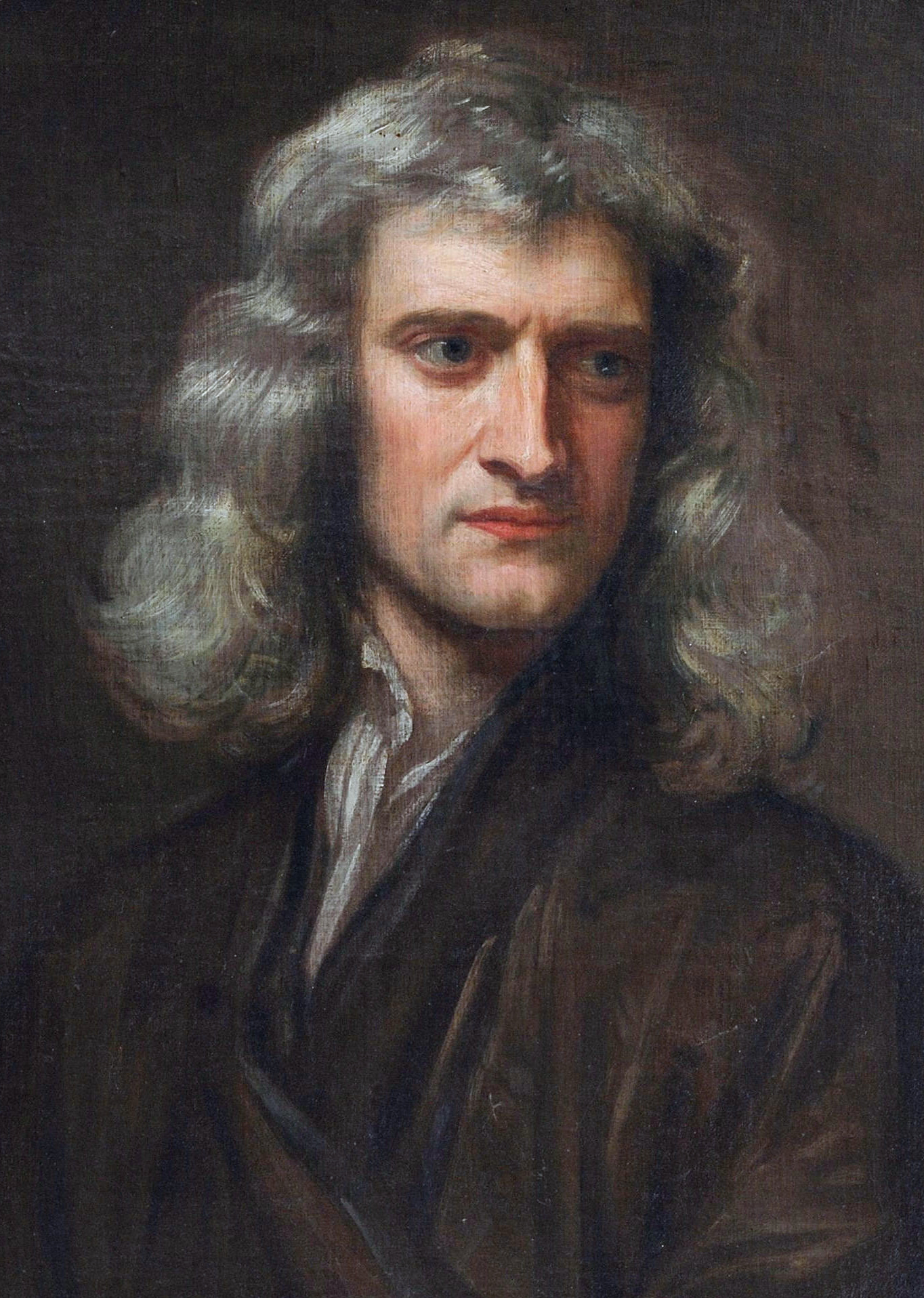
Isaac Newton pudo haber sido un exponente de INTJ.

INTJ (Introversión, Intuición, Racional (Thinking),Juzgador (Judging)) es una sigla utilizado en el Indicador de Tipo de Myers-Briggs (MBTI) para referirse a uno de los dieciséis tipos de personalidad. La metodología de evaluación MBTI fue desarrollada a partir de los trabajos del eminente psiquiatra Carl G. Jung en su obra Tipos psicológicos, en la que propuso una tipología psicológica basada en sus teorías de funciones cognitivas.
A partir del trabajo de Jung, otros investigadores desarrollaron tipologías psicológicas. Entre los tests de personalidad más difundidos se encuentran el test MBTI, desarrollado por Isabel Briggs Myers y Katharine Cook Briggs, y el Keirsey Temperament Sorter, desarrollado por David Keirsey. Keirsey se refiere a los INTJs como los Mente Maestra, uno de los cuatro tipos pertenecientes al temperamento que él denomina Racional.
Además, es uno de los tipos de personalidad menos frecuente, aproximadamente del 1 al 3 % de la población posee un tipo INTJ.

## La preferencia MBTI
- I - Introvertido preferido sobre Extrovertido: su proceso cognitivo es introvertido más que extrovertido [6]
- N - Intuitivo preferido sobre Sensorial: Los INTJ piensan más lo abstracto que lo concreto. Se enfocan en el panorama general más que en los detalles y en las posibilidades futuras más que la realidad inmediata.[7]
- T - Racional (Thinking) preferido sobre Emocional: Los INTJ valoran la lógica antes que los valores [8]
- J - Juzgador preferido sobre perceptivo: Los INTJ prefieren la intuitividad antes de la lógica  [9]

## Características del tipo INTJ

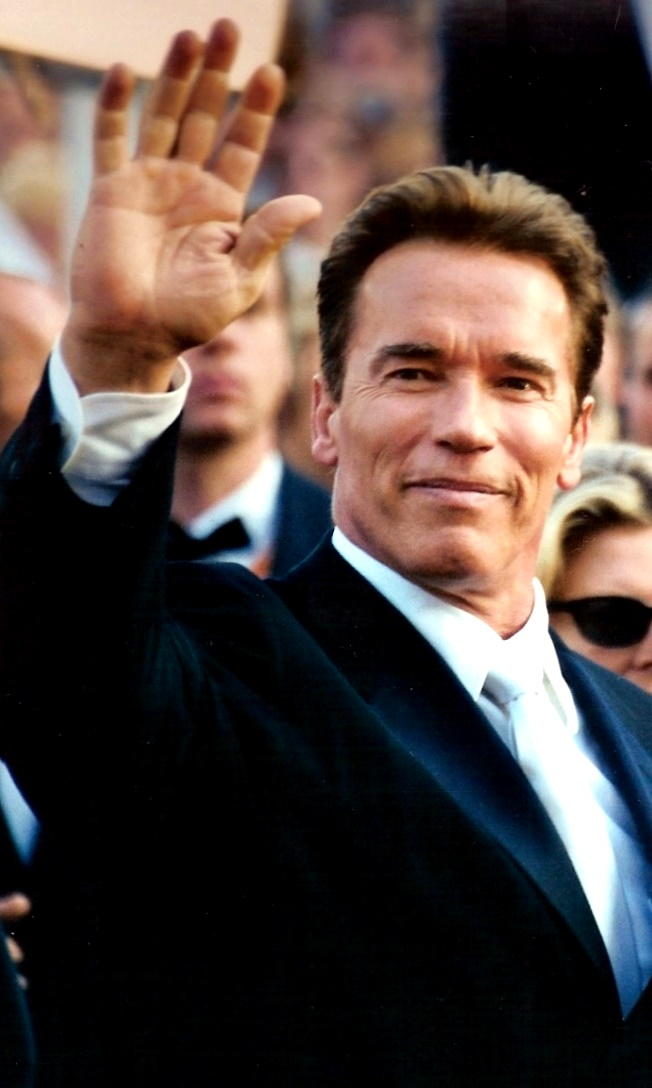
Arnold Schwarzenegger, otro posible ejemplo de INTJ.

Para los de afuera, los INTJ pueden parecer proyectar un aura de "definición", de confianza en sí mismos. Esta confianza en uno mismo, a veces confundida por los menos decididos con simple arrogancia, es en realidad de carácter muy específico más que general ... Los INTJ aplican (a menudo sin piedad) el criterio "¿Funciona?" a todo, desde sus propios esfuerzos de investigación hasta las normas sociales predominantes. Esto, a su vez, produce una independencia mental inusual, liberando al INTJ de las limitaciones de la autoridad, la convención o el sentimiento por sí mismo ... Los INTJ son conocidos como los "Constructores de Sistemas" de este tipo, quizás en parte porque poseen la inusual combinación de rasgos de imaginación y confiabilidad. Cualquiera que sea el sistema en el que esté trabajando un INTJ es para ellos el equivalente a una causa moral para un INFJ; tanto el perfeccionismo como el desprecio por la autoridad pueden entrar en juego ... Las relaciones personales, particularmente las románticas, pueden ser el talón de Aquiles del INTJ ... Esto sucede en parte porque muchos INTJ no comprenden fácilmente los rituales sociales ... Quizás el problema más fundamental, sin embargo, es que los INTJ realmente quieren que las personas tengan sentido. - Heiss, Marina Margaret

Los INTJ son analíticos. Al igual que los INTP, se encuentran más cómodos trabajando solos y tienden a ser menos sociables que otros tipos. Sin embargo, los INTJ están dispuestos a destacar si nadie más parece estar a la altura o si ven una debilidad importante en el liderazgo actual. Ellos tienden a ser pragmáticos, lógicos y creativos. Tienen una baja tolerancia a la emotividad desenfrenada. Generalmente, no son susceptibles a las consignas y no reconocen la autoridad basada en la tradición, el rango, o el título. De todos los tipos de personalidad es menos probable que un INTJ crea en un poder espiritual superior.
Entre las características principales de los INTJ son la independencia de pensamiento y el deseo por eficiencia. Las condiciones laborales que más les convienen les da autonomía y libertad creativa. Poseen un deseo innato de expresarse a través de la conceptualización de sus propios diseños intelectuales. Tienen un talento para analizar y formular teorías complejas. Los INTJ encuentran carreras apropiadas en la academia, la investigación, la gerencia, la consultoría, las ciencias, la ingeniería, y el derecho. Frecuentemente son plenamente conscientes de sus propios conocimientos y capacidades, igual que sus limitaciones y lo que no saben; de este modo, desarrollan una confianza fuerte en sus habilidades y talentos, y por tanto son líderes naturales. 
Cuando se trata de formar relaciones, los INTJ buscan a gente con personalidades e ideologías similares a las suyas. Estar de acuerdo sobre conceptos teóricos es un aspecto importante de sus relaciones. Por naturaleza los INTJ pueden ser exigentes y tener altas expectativas, y son guiados por la razón en vez de los sentimientos. Como consecuencia, los INTJ no siempre responden al enamoramiento repentino sino que esperan a conseguir una pareja realmente compatible. Tienden a ser estables, fiables, y dedicados. Para ellos es muy importante la armonía en las relaciones y la vida familiar. Generalmente se niegan a expresar sus sentimientos fuertes y no les gusta perder tiempo en lo que ellos consideran costumbres sociales irracionales. A veces, esto hace que los que no son tipo INTJ los vean como distanciados y reservados. Sin embargo los INTJ son amigos y parejas leales, preparados a invertir cantidades considerables de energía y tiempo en mantener sus relaciones. 
Entre todos los tipos de personalidad, los INTJ son los más independientes. Confían en su intuición al escoger amigos y parejas, aunque haya evidencia o presión social contradictoria. Es difícil leer los sentimientos de los INTJ, y ni hombres ni mujeres INTJ se expresan emocionalmente. A veces los INTJ parecen fríos, reservados, e/o insensibles a pesar de que manifiestan hipersensibilidad al notar rechazo de parte de sus seres queridos. En situaciones sociales, los INTJ a veces no cumplen con los rituales sociales sencillos. Por ejemplo, para algunos INTJ es una pérdida de tiempo hablar de cosas insignificantes como el clima. Son frecuentemente incomprendidos por los demás, pues aunque su intención no es ofender, su comportamiento suele crear impresiones negativas. Los INTJ tienden a tener más éxito con sus relaciones interpersonales en el trabajo que en situaciones recreacionales.

## Funciones cognitivas

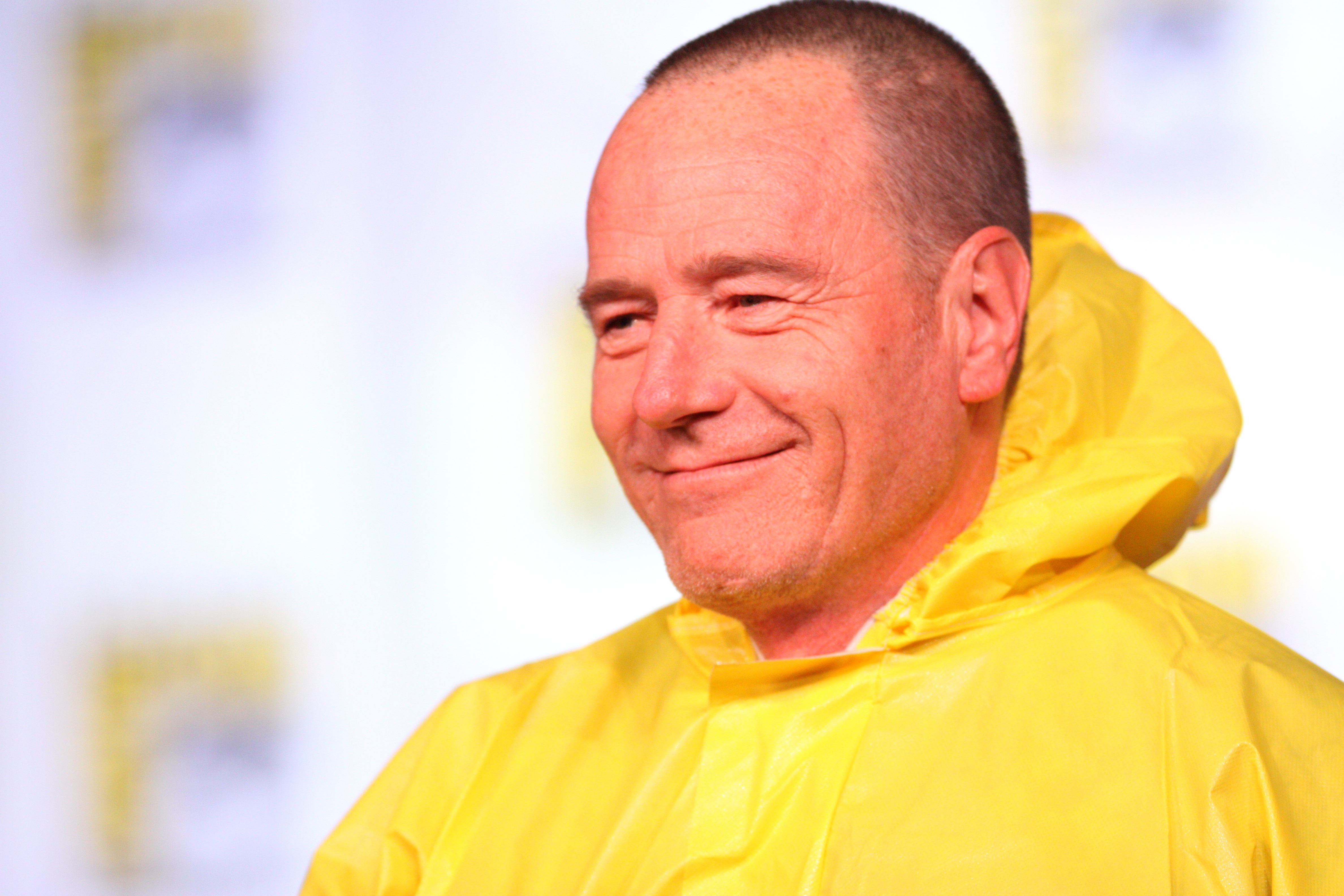
Walter White (interpretado por Bryan Cranston) es un gran ejemplo de INTJ.

Partiendo de la teoría de Jung, Isabel Myers propuso que para cada personalidad las funciones cognitivas (sensación, intuición, pensamiento y sentimiento) forman una jerarquía. Esta jerarquía representa el patrón de comportamiento por defecto del individuo.
La función Dominante es el papel preferido por el tipo de personalidad, aquel con el que se sienten más cómodos. La función Auxiliar secundaria sirve como apoyo y amplía la función Dominante. Si la Dominante es una función de recopilación de información (sensación o intuición), la Auxiliar es una función de toma de decisiones (sentimiento o pensamiento), y viceversa. La función Terciaria está menos desarrollada que la Dominante y la Auxiliar, pero madura con el tiempo, completando las habilidades de la persona. La función Inferior es el talón de Aquiles del individuo, aquella con la que la persona se siente más incómodo. Al igual que la Terciaria, la función Inferior mejora con la madurez.
Jung y Myers consideraron que la actitud de las funciones Auxiliar, Terciaria e Inferior es contraria a la Dominante. Según esta interpretación, si la función Dominante es extravertida, entonces las otras tres son introvertidas, y viceversa. No obstante, muchos practicantes modernos sostienen que la Terciaria es igual que la Dominante. Usando las más modernas interpretaciones, las funciones cognitivas del INTJ son las siguientes:

### Dominante: Intuición Introvertida (Ni)
Atraídos a las acciones u objetos simbólicos, la función Ni sintetiza aparentes paradojas para crear lo inimaginable anteriormente. Estas deducciones vienen con una certeza que pide acción para satisfacer una nueva visión del futuro, soluciones que pueden incluir complejos sistemas o verdades universales.

### Auxiliar: Pensamiento Extravertido (Te)
El Te organiza los esquemas de ideas y el medio ambiente para garantizar el ejercicio eficiente y productivo de los objetivos buscados. El Te busca explicaciones lógicas de las acciones, eventos, y las conclusiones, encuentra razonamientos defectuosos y errores en la secuencia.

### Terciaria: Sentimiento Introvertido (Fi)
El Fi filtra la información basada en una interpretación según el valor de esta, formando juicios de acuerdo a criterios que a menudo son intangibles. Los Fi constantemente hacen un balance entre una serie de valores internos como la armonía y la autenticidad. En sintonía con matices, el Fi siente y determina lo que es verdad y lo que es falso en una situación.

### Inferior: Sensación Extravertida (Se)
La Sensación Extravertida se concentra en las experiencias y sensaciones de lo inmediato, el mundo físico. Con una aguda conciencia del entorno actual, trae los hechos y detalles relevantes en primer plano y puede conducir a la acción espontánea.

### Funciones sombra
Los más recientes investigadores de la personalidad (especialmente Linda V. Berens) añadieron cuatro funciones a la jerarquía descendente, las llamadas "funciones sombra" hacia las que el individuo no está naturalmente inclinado pero que pueden revelarse cuando la persona está bajo estrés. Para los INTJ, las funciones sombra son:
- Intuición Extravertida (Ne):

El Ne busca e interpreta significados ocultos, usando preguntas hipotéticas para explorar alternativas, permitiendo coexistir a multitud de posibilidades. Este proceso imaginativo une deducciones y experiencias de varias fuentes para formar un todo que puede convertirse en un catalizador de la acción.
- Pensamiento Introvertido (Ti):

El Ti busca la precisión, tales como la palabra exacta para expresar una idea que define la esencia de las cosas, luego las analiza y las clasifica. Examinan todos los lados de un problema, buscando resolver el problema mientras minimizan el esfuerzo y el riesgo. Utiliza modelos para erradicar la inconsistencia lógica. 
- Sentimiento Extravertido (Fe):

El Fe busca relaciones sociales y crea a través de interacciones armoniosas siendo cortés, considerado y de comportamiento apropiado. Los Fe responden a los deseos implícitos o explícitos de los otros y puede incluso crear un conflicto interno entre sus propias necesidades y el deseo de complacer las de los demás.
- Sensación Introvertida (Si):

La función Si recolecta datos del presente y los compara con experiencias pasadas, un proceso que a veces evoca los sentimientos asociados con la memoria, como si el individuo lo estuviera volviendo a vivir. Buscando proteger lo familiar, el Si hace uso de la historia para formar objetivos y expectativas sobre lo que sucederá en el futuro.